# Celtic Football Club
Il Celtic Football Club (AFI: /sɛˈltɪk ˈfutbol ˈklɛb/), noto più semplicemente come Celtic, è una società calcistica scozzese con sede nella città di Glasgow. Milita nella Scottish Premiership dal 1890, anno della costituzione del campionato, è l'unico club scozzese ad avere sempre disputato la Scottish Premiership sin dalla sua istituzione (1890-91) e, insieme all'Aberdeen, a non essere mai retrocesso.
A livello nazionale è la squadra più titolata, avendo sorpassato i rivali concittadini dei Rangers per numero di trofei ufficiali vinti: 119 (contro 117).  Nella bacheca del club figurano: 55 campionati (record condiviso con i Rangers), 42 Coppe di Scozia (record) e 22 Coppe di Lega. 
A livello internazionale nella bacheca del club figura 1 Coppa dei Campioni/UEFA Champions League. Complessivamente il club si è aggiudicato 120 trofei ufficiali, 119 nazionali e 1 internazionale, che la rendono la squadra scozzese più titolata nonché la quarta compagine al mondo per titoli conquistati, alle spalle degli egiziani dell'Al-Ahly (125), e agli uruguaiani del Peñarol (150) e del Nacional de Montevideo (163).
Insieme ai rivali storici dei Rangers forma la cosiddetta Old Firm del calcio scozzese, una delle più forti e accese rivalità sportive di tutti i tempi. Il Celtic viene tradizionalmente associato alla comunità cattolica di Glasgow (ha anche un nutritissimo seguito tra i tifosi irlandesi), mentre i Rangers ne rappresentano la parte protestante.
Fino al 1994 la ragione sociale del club era The Celtic Football and Athletic Company Ltd. I giocatori del Celtic vengono soprannominati The Bhoys. La divisa del Celtic è conosciuta in tutto il mondo, grazie alle sue strisce orizzontali bianco-verdi con pantaloncini e calzettoni bianchi. La squadra disputa i suoi incontri interni al Celtic Park, il terzo impianto per capienza del Regno Unito.
Nella stagione 2005-2006 lo stadio registrò una media di circa 58 149 paganti, seconda miglior affluenza media dell'epoca in Gran Bretagna dopo l'Old Trafford di Manchester.
Nel 1966-1967 il Celtic divenne il primo club britannico a vincere la Coppa dei Campioni, la cui vittoria era fino a quel momento rimasta appannaggio di club provenienti da Italia, Portogallo e Spagna. Nello stesso anno vinse ogni competizione alla quale partecipò (record in assoluto per una squadra scozzese): Scottish Premier League, Scottish Cup, Scottish League Cup e Glasgow Cup. È l'unico club scozzese ad avere raggiunto la finale di Coppa dei Campioni e il solo in Europa ad averlo fatto con soli giocatori provenienti dal vivaio (tutti i tesserati erano scozzesi e nati a meno di 30 miglia dal Celtic Park). Con questo risultato fu la prima squadra europea a centrare il treble stagionale (vittoria di Campionato, Coppa nazionale e Coppa dei Campioni). I Bhoys arrivarono nuovamente in finale di Coppa dei Campioni nel 1970, ma questa volta vennero battuti dagli olandesi del Feyenoord per 1-2 ai tempi supplementari. Nel 2003 la squadra, guidata da Martin O'Neill, raggiunse la finale di Coppa UEFA, giocatasi a Siviglia, dove fu però sconfitta dal Porto per 2-3 ai tempi supplementari. Circa 80 000 tifosi bianco-verdi partirono per lo Stadio Olimpico de la Cartuja per seguire il match, nonostante la maggior parte di essi non fosse in possesso di alcun biglietto.
A gennaio 2025 il Celtic occupa il 54º posto nel Ranking UEFA per club.

## Storia

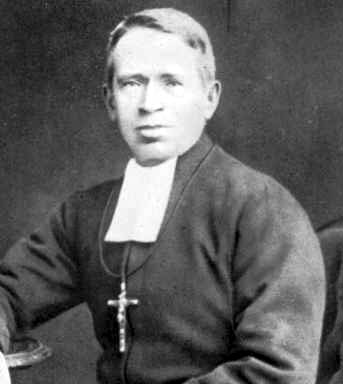
Fratello Walfrid, il fondatore della società

Fondato nel 1887 da Fratello Walfrid, frate marista di origini irlandesi, il club legato alla Chiesa cattolica trae il suo nome dalle radici storico-culturali di natura celtica delle popolazioni scozzesi e irlandesi. L'anno seguente disputa il primo old firm, vinto 5-2 sui Rangers. Dopo avere vinto per due anni la Glasgow North Eastern Cup, nel 1892 il Celtic si aggiudica la sua prima Coppa di Scozia e nel 1893 il suo primo campionato. Nel 1897 la squadra è affidata al manager Willie Maley, che tiene l'incarico per oltre quaranta anni, inanellando diversi primati e vincendo 46 titoli (tra cui la British League Cup 1902 e l'Empire Exhibition Trophy 1938), la maggior parte entro le mura domestiche e dovuti alle prestazioni in campo dell'attaccante Jimmy McGrory, poi tecnico dei Celts per due decenni consecutivi.
Sotto l'era di McGrory il Celtic vince un solo campionato (1954), quattro coppe nazionali e la Coronation Cup, istituita eccezionalmente per l'incoronazione della regina Elisabetta II del Regno Unito nel 1953. Nel 1965 Jock Stein, altro ex Celts, subentra a McGrory alle redini della formazione di Glasgow. Stein vince dieci campionati nazionali, nove consecutivi, quindici coppe nazionali e la Coppa dei Campioni, superando l'Inter in finale. Nella stagione 1966-1967 il Celtic completa il treble classico, prima squadra a riuscirci nella storia: vince campionato, Coppa di Scozia e Coppa dei Campioni, oltre alla Coppa di lega scozzese e la Glasgow Cup. Negli anni successivi Stein continua a fornire prestazioni di rilievo nelle competizioni europee, raggiungendo un'altra finale di Coppa Campioni, persa nel 1970 con il Feyenoord. Nei trent'anni successivi il Celtic vince cinque campionati e sette coppe sotto dieci allenatori diversi, deludendo in campo europeo. In questo periodo la squadra ottiene un unico double, nel 1988, con Billy McNeill in panchina. Nel 1991 Liam Brady diviene il primo allenatore nei Celtic a non avere giocato nella squadra da calciatore.
Il Celtic torna a vincere con costanza negli anni duemila guidato da Martin O'Neill, tecnico nordirlandese, che rispolvera diversi primati: centra un treble nazionale (2001) e un double (2004), vincendo un altro campionato (2002) e un'altra Coppa di Scozia (2005). Inoltre, con la Scarpa d'oro 2001 Henrik Larsson, O'Neill raggiunge la finale di Coppa UEFA 2002-2003 contro il Porto, perdendo ai supplementari. Tra la fine degli anni duemila e gli anni duemiladieci, complice il fallimento dei rivali storici dei Rangers, il Celtic vince 11 campionati e undici coppe nazionali, la maggior parte con Brendan Rodgers in panchina, autore di due treble nazionali (2017 e 2018). Nel 2019 Neil Lennon sostituisce Rodgers in panchina negli ultimi mesi della stagione, portando il Celtic alla conquista del terzo treble nazionale consecutivo. Per la società biancoverde e per il calcio scozzese si tratta di un record: nessun'altra squadra scozzese era riuscita a vincere tutte le competizioni nazionali per tre stagioni di fila. La striscia di titoli consecutivi in campionato si interrompe nella stagione 2020-2021, quando i Rangers tornano alla vittoria con ampio distacco sul Celtic. Guidato dal nuovo tecnico Ange Postecoglou, torna immediatamente a vincere il campionato nella stagione 2021-2022, in cui vince anche la Coppa di Lega scozzese.
Realizza un altro treble nazionale nella stagione 2022-2023, mentre nella successiva, col ritorno di Rodgers in panchina, rivince campionato e Coppa di Scozia.

## Colori e simboli

### Colori

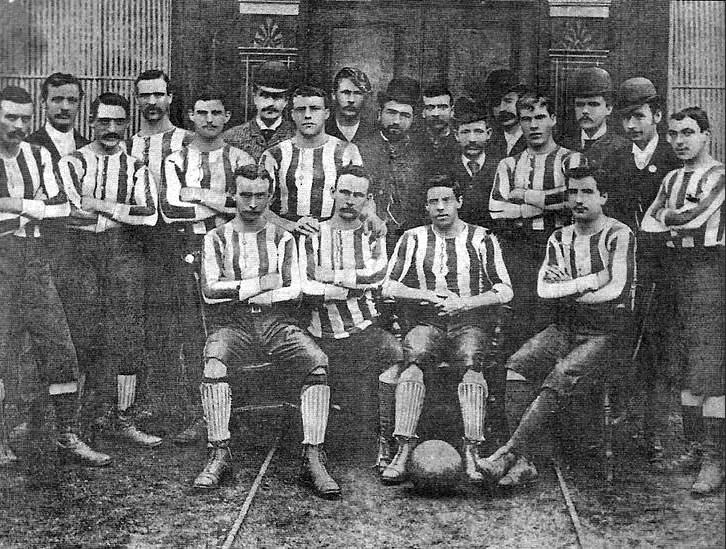
Uno dei primi Celtic, in maglia a strisce verticali.

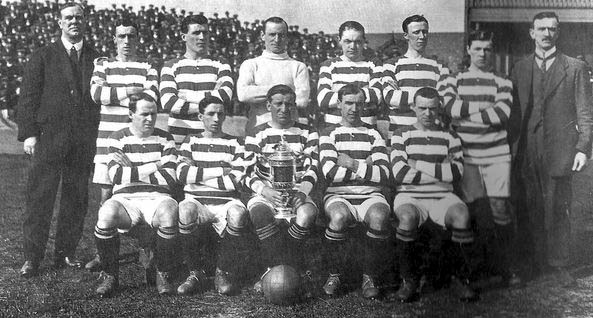
La squadra nella stagione 1913-14, con la maglia a strisce orizzontali.

La divisa del Celtic ha percorso la stessa evoluzione dello stemma, ovvero di autentica e immutabile tradizione, se non per gli albori. A parte infatti l'anno della fondazione, nel quale la squadra si presume abbia giocato in camicia bianca con colletto verde e pantaloncini neri, e il primo decennio in cui le divise erano a strisce verticali bianco-verdi, i giocatori del Celtic indossano la stessa tenuta dal 1903, ovvero una maglia bianca con strisce orizzontali verdi (i famosi Hoops), pantaloncini bianchi e calzettoni altrettanto bianchi; la tenuta non è mai cambiata con l'avanzare delle stagioni se non per qualche dettaglio poco rilevante a livello visivo.
La divisa casalinga del Celtic, specialmente nel periodo classico del calcio di metà XX secolo, quando nel resto d'Europa le tenute di gara erano piuttosto spartane e spesso ripetitive, era un autentico simbolo identificativo. Altra peculiarità tipica del Celtic era la numerazione delle maglie, che non è esistita fino al 1994. I numeri erano stampati, molto grandi, sopra i pantaloncini sia davanti che dietro (emblematici i filmati di repertorio in cui si vedono gli arbitri che per ammonire o espellere il giocatore, invece di guardare la schiena per scrivere il numero, guardano i pantaloncini). Molte squadre si sono rifatte alla squadra scozzese per il loro look, come per esempio i nordirlandesi del Belfast Celtic Football Club, o ancora gli spagnoli del Real Betis Balompié o la squadra italiana dell'Almas Roma.
La divisa da trasferta, specialmente negli ultimi anni, ha subito molte variazioni, passando dal bianco al nero, al giallo-nero o giallo-verde e ad altri colori. L'attuale divisa da trasferta del Celtic è di colore oro con pantaloncini verdi e calzettoni oro e sostituisce una tenuta verde scuro con bordini bianchi. In precedenza la divisa era a strisce verticali nero-verdi, spostata poi a terza scelta e infine abbandonata, con pantaloncini e calzettoni neri. La squadra ha avuto nel 2007 anche un completo per le coppe, bianco con una banda verticale verde-oro.
| Manica sinistra · Manica sinistra · Maglietta · Maglietta · Manica destra · Manica destra · Pantaloncini · Calzettoni |
| 1932-oggi |

| Manica sinistra · Manica sinistra · Maglietta · Maglietta · Manica destra · Manica destra · Pantaloncini · Calzettoni |
| 1903-1932 |

| Manica sinistra · Manica sinistra · Maglietta · Maglietta · Manica destra · Manica destra · Pantaloncini · Calzettoni |
| 1888-1899 |

| Manica sinistra · Maglietta · Maglietta · Manica destra · Pantaloncini · Calzettoni · Calzettoni |
| Prima divisa (1888)                                                                              |

### Simboli ufficiali

#### Stemma

Uno dei loghi per il merchandising; sempre presente un quadrifoglio, seppur stilizzato, con caratteri che richiamano molto quelli gaelici

Esclusa la prima annata dalla fondazione, dove sulle maglie campeggiava una croce celtica su scudo ovale rosso, Il Celtic ha sempre avuto un unico e solo stemma, ovvero un quadrifoglio verde e bianco bordato da circonferenze verdi. Non sono certi i motivi dell'adozione di questo simbolo, ma potrebbe esserci un riferimento, almeno per somiglianza, allo shamrock irlandese.
Negli ultimi anni, per il proprio merchandising o per varie iniziative, la società sta adottando anche un tipo di carattere molto simile a quello antico gaelico. È il caso di notare che il verde, presente sulle maglie e in altre componenti identificative del club, è un colore diffuso nelle tradizioni celtiche ed è il colore nazionale irlandese.

#### Inno
L'inno del Celtic è You'll Never Walk Alone, celebre brano dei Gerry and the Pacemakers, che è anche l'inno storico della squadra inglese del Liverpool Football Club. Al riguardo, una disputa sorta tra le due tifoserie circa la “primogenitura” dell'uso di tale brano come coro da stadio sembra avere la risoluzione più accreditata nella considerazione che, essendo il brano giunto per la prima volta in Europa nel 1963 come cover a opera dei citati Gerry & the Pacemaker (come già detto, di Liverpool), e cantato dagli spalti di Anfield già dal 1964, è assai improbabile che, prima di tale data, i tifosi scozzesi del Celtic, usi anch'essi intonare brani in voga, facessero ricorso a un brano proveniente da un musical americano non ancora famosissimo nel Regno Unito. È dunque ritenuto verosimile che siano stati i tifosi del Liverpool i primi del Regno Unito, e altrettanto verosimilmente i primi in assoluto, a usare You'll Never Walk Alone come coro da stadio.

## Strutture

### Stadio

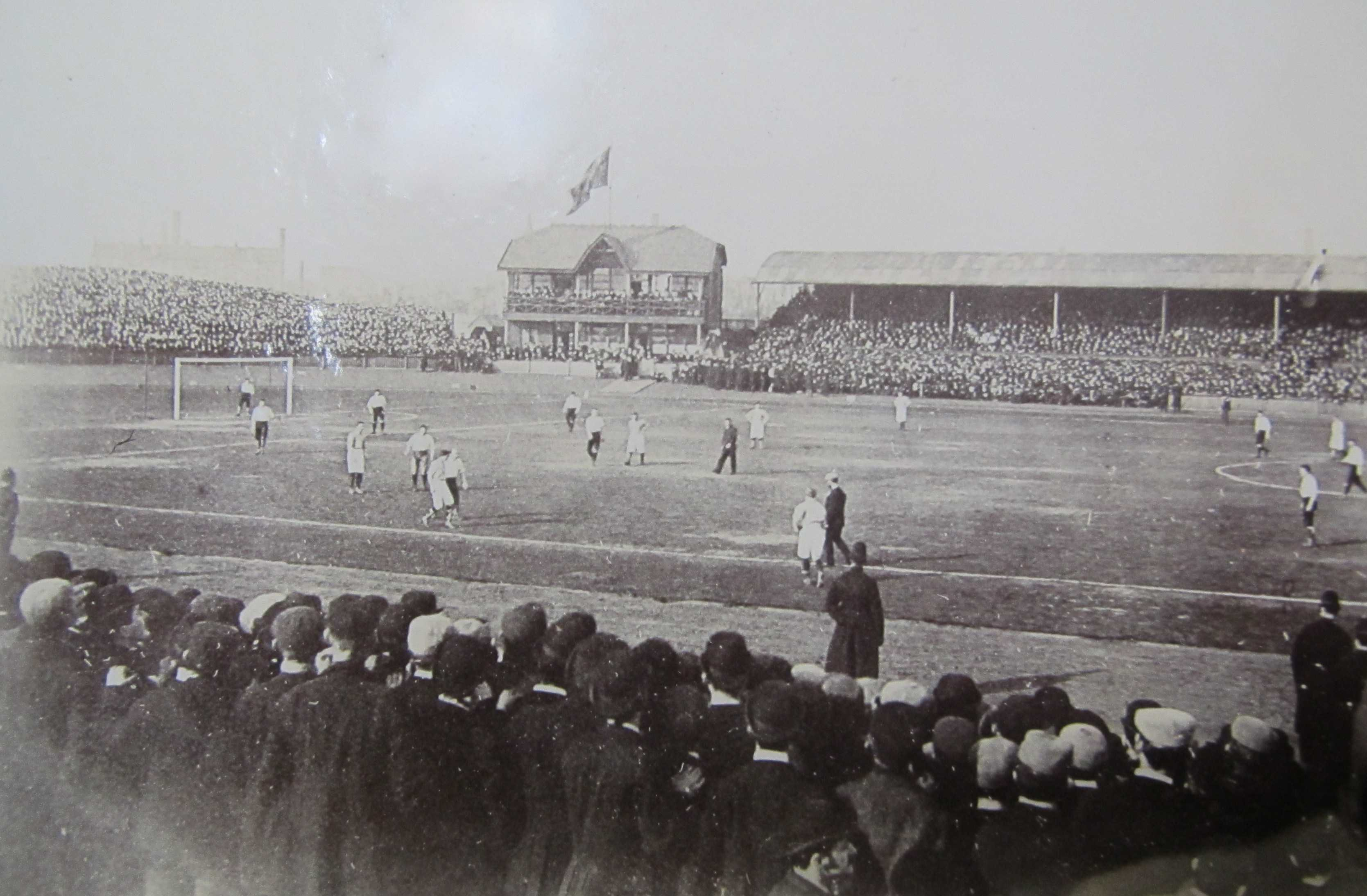
Il Celtic Park nel 1894, durante la partita Scozia-Inghilterra del Torneo Interbritannico.

Situato nell'area Parkhead (da cui, a volte, prende anche il nome) di Glasgow, il Celtic Park ha una capienza di 60.832 spettatori. Questo lo rende il terzo stadio calcistico più grande del Regno Unito, dopo il Wembley di Londra e l'Old Trafford di Manchester. È conosciuto anche con l'appellativo The Paradise dai tifosi del Celtic.
Originariamente, nel 1887 (anno di fondazione del club), l'impianto dove il Celtic disputava le gare casalinghe si trovava in un'altra zona della città. Solo nel 1892 la squadra usufruì dell'attuale struttura. Precisamente la prima partita si disputò il 20 maggio contro il Renton. Lo stadio ebbe subito un enorme successo, registrando poi il record di 45.107 presenze per la partita Scozia-Inghilterra, valevole per il Torneo Interbritannico 1894.
Nel corso degli anni il Celtic Park ha subito numerose modifiche. La più significativa avvenne nella seconda metà degli anni 90, sotto la gestione del presidente Fergus McCann, il quale rese la struttura più moderna, adeguata alla "normativa Taylor"(adottata nel Regno Unito dopo la strage di Hillsborough). In questo modo il Celtic Park è uno degli stadi più moderni d'Europa.
La struttura ha, inoltre, ospitato diversi eventi nel corso degli anni, tra cui alcune finali di Coppa di Scozia nei periodi in cui Hampden Park era inagibile. L'ultima finale di Coppa è stata giocata il 24 maggio 2014 e ha visto il trionfo del St. Johnstone sul Dundee Utd per 2-0. Inoltre, sempre nel 2014, dal 23 luglio al 3 agosto è stato sede dei XX Giochi del Commonwealth. Durante quell'arco di tempo il Celtic ha disputato le partite al Murrayfield Stadium di Edimburgo.
Tra gli eventi extrasportivi l'impianto ha ospitato diversi concerti musicali: gli Who nel 1976, Bryan Adams e Prince nel 1992, gli U2 nel 1993.
Dinanzi all'entrata dello stadio sono state erette, nel corso degli anni, delle statue alla memoria di quattro tra i più importanti personaggi della storia del club biancoverde: Fratello Walfrid (fondatore del club) nel 2005, Jimmy Johnstone (miglior giocatore di sempre) nel 2006, Jock Stein (miglior allenatore) nel 2011 e Billy McNeill (miglior capitano) nel 2015. La gradinata est dello stadio è dedicata ai Lisbon Lions, mentre quella occidentale a Jock Stein.

### Centro di allenamento

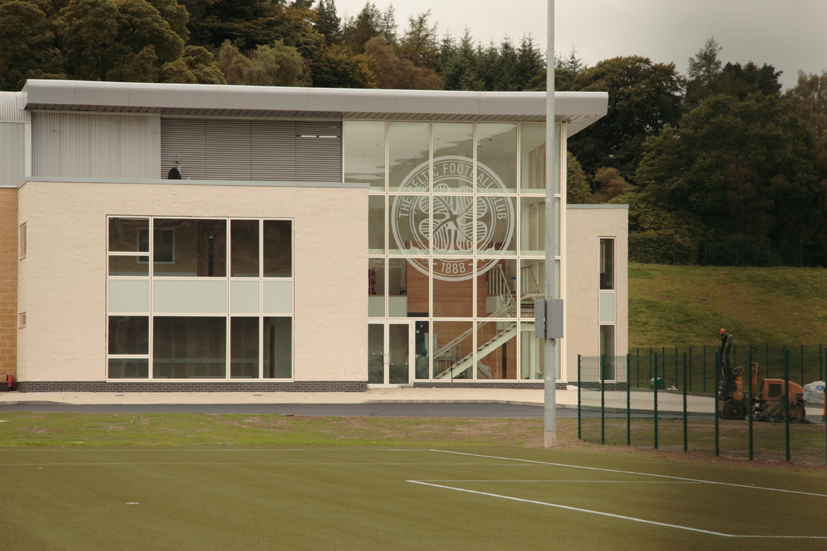
Un primo piano dell'ingresso del centro sportivo di Lennoxtown

Il Lennoxtown training centre è il centro di allenamento della prima squadra e del settore giovanile, ed è utilizzato come sede delle partite della rappresentativa femminile. La struttura è situata a Lennoxtown, nell'East Dunbartonshire, ed è adiacente al castello abbandonato Lennox Hospital. Si trova su un sito di 46 ettari nei pressi delle Campsie Fells e fu progettato per sostituire l'ex campo di allenamento del Celtic a Barrowfield, ritenuto dalla società poco idoneo per gli standard moderni.
Il centro è stato inaugurato ufficialmente il 9 ottobre 2007 dal presidente del Celtic Brian Quinn in una cerimonia alla quale presero parte anche il capo esecutivo Peter Lawwell, l'allenatore Gordon Strachan e il capitano della squadra Stephen McManus. Quinn affermò: Quando la gente verrà a vedere le strutture, vedranno quello che penso che siamo, un grande club europeo.
Circa 8.000.000 di sterline sono state spese per la costruzione di questo centro sportivo. Internamente dispone di un centro fitness con palestra, sala per la fisioterapista e strutture mediche, sauna, bagno turco, piscina per l'idroterapia, spogliatoi, lavanderia, aule/strutture per l'istruzione, uffici per l'amministrazione e per i media.
Esternamente, invece, la struttura comprende tre campi, le cui dimensioni soddisfano gli standard della UEFA. Il campo principale è in erba naturale, il secondo in erba artificiale. Segue, poi, un'area per l'allenamento dei portieri.

## Società

### Board
Organigramma societario aggiornato all'8 giugno 2016
| Ruolo                       | Nome                                                        |
| --------------------------- | ----------------------------------------------------------- |
| Presidente                  | Ian Bankier                                                 |
| Capo Esecutivo              | Peter Lawwell                                               |
| Direttore Finanziario       | Chris McKay                                                 |
| Amministratore indipendente | Tom Allison                                                 |
| Direttore non esecutivo     | Dermot Desmond, Ian Livingston, Brian Wilson, Eric J. Riley |

### Sponsor
| Abbigliamento tecnico - Umbro (1976-2005) - Nike (2005-2015) - New Balance (2015-2020) - Adidas (2020-) | Sponsor ufficiale - CR Smith (1984-1997) - Ford People (1991-1992) - NTL (1999-2003) - Carling (2003-2010) - Tennent's (2010-2013) - Magners (2014-) - Dafabet (2016- ) |

## Il Celtic nella cultura di massa
Tra cinema e televisione ci sono stati, in alcuni casi, riferimenti al Celtic:
In Sfida per la vittoria (A Shot at Glory), film del 2000 diretto da Michael Corrente e interpretato da Robert Duvall e dall'ex calciatore dei Rangers Ally McCoist, vengono ampiamente descritte le tematiche politiche e religiose legate all'Old Firm. Il film è preceduto da un breve documentario sull'eterna sfida tra Celtic e Rangers. Subito dopo la storia vera e propria comincia con McCoist che interpreta il ruolo di Jackie McQuillan, un ex calciatore dei cattolici di Glasgow.
In Tickets, film diviso in tre episodi uscito nel 2005, c'è un riferimento ai supporter del Celtic. Infatti il regista Ken Loach, autore del terzo episodio, racconta di tre giovani tifosi biancoverdi in viaggio verso Roma per assistere a una partita in trasferta di Champions League della loro squadra.
In Quello che so sull'amore (Playing for Keeps), film del 2012 diretto da Gabriele Muccino, l'attore Gerard Butler interpreta il ruolo di George Dryer, un ex calciatore professionista che ha militato nel Celtic.
Nel quattordicesimo episodio della ventesima stagione di I Simpson ("Nel nome del nonno") Homer e suo padre Abe rilevano un vecchio pub in Irlanda. In alcune sequenze dell'episodio si vede uno dei clienti seduto a un tavolo indossare la divisa da gioco del Celtic e, attaccato alla parete del locale, si vede chiaramente lo stemma della compagine bianco-verde.
Nella serie televisiva Lost l'attore Henry Ian Cusick interpreta il ruolo di Desmond Hume, un uomo scozzese che è rimasto bloccato su un'isola deserta in seguito a un naufragio avvenuto nel 2001. Nel 17º episodio della terza stagione (Piovuta dal cielo) Desmond, che in passato era stato un frate, dice che l'unica esperienza mistica che ha mai provato in tutta la sua vita è stata la vittoria del Celtic in Coppa di Scozia nel 1995.
Per quanto concerne la letteratura, invece, nel corso degli anni molti libri e biografie sono stati pubblicati sul Celtic e sui personaggi di spicco (allenatori e giocatori) che hanno fatto la storia del club, da James McGrory a Jock Stein e i Lisbon Lions, fino a personaggi importanti del recente passato, come Martin O'Neill, Henrik Larsson, John Hartson e Neil Lennon.
Anche in campo musicale ci sono diversi contributi. Molti sono gli inni e le canzoni dedicate alla squadra e alle sue imprese. Anche i calciatori e gli allenatori sono stati oggetto di testi vari. Tra le più celebri si ricordano:The Celtic Song, Graffiti on the Wall e Fields of Athenry. Queste canzoni (anche solo i semplici ritornelli) sono continuamente cantante dai supporter sugli spalti del Celtic Park. Entrambe comunque si sono ritrovate a cantarla insieme in occasione di impegni internazionali che hanno visto le due compagini confrontarsi, come nei quarti di finale di Coppa UEFA il 13 marzo 2003 al Celtic Park, o in caso di confronti in competizioni amichevoli, come all'Aviva Stadium di Dublino il 10 agosto 2014, in occasione del Dublin Decider. Nel 1977 il cantante e tifoso Rod Stewart scrisse la canzone You're in My Heart, inclusa nell'album The Final Acclaim, con riferimento al Celtic, la sua squadra del cuore. Dal 2010, la tifoseria del Celtic ha adottato, come altro coro da stadio, la canzone Just Can't Get Enough dei Depeche Mode, modificando le parole del testo originale. Inoltre, è molto sentito il legame tra la squadra e il gruppo musicale CHARLIE AND THE BHOYS, che ha scritto e rivisitato molte delle canzoni inneggianti ai biancoverdi di Glasgow.

## Allenatori e presidenti
| Nome             | Periodo   | Campionati | Coppe | Coppe di Lega | Champions League | Totale |
| ---------------- | --------- | ---------- | ----- | ------------- | ---------------- | ------ |
| Willie Maley     | 1897-1940 | 16         | 14    | —             | —                | 30     |
| Jimmy McStay     | 1940-1945 | 0          | 0     | —             | —                | 0      |
| Jimmy McGrory    | 1945-1965 | 1          | 2     | 2             | —                | 5      |
| Jock Stein       | 1965-1978 | 10         | 8     | 6             | 1                | 25     |
| Billy McNeill    | 1978-1983 | 3          | 1     | 1             | 0                | 5      |
| David Hay        | 1983-1987 | 1          | 1     | 0             | 0                | 2      |
| Billy McNeill    | 1987-1991 | 1          | 2     | 0             | 0                | 3      |
| Liam Brady       | 1991-1993 | 0          | 0     | 0             | 0                | 0      |
| Lou Macari       | 1993-1994 | 0          | 0     | 0             | 0                | 0      |
| Tommy Burns      | 1994-1997 | 0          | 1     | 0             | 0                | 1      |
| Wim Jansen       | 1997-1998 | 1          | 0     | 1             | 0                | 2      |
| Jozef Vengloš    | 1998-1999 | 0          | 0     | 0             | 0                | 0      |
| John Barnes      | 1999-2000 | 0          | 0     | 0             | 0                | 0      |
| Kenny Dalglish   | 2000      | 0          | 0     | 1             | 0                | 1      |
| Martin O'Neill   | 2000-2005 | 3          | 3     | 1             | 0                | 7      |
| Gordon Strachan  | 2005-2009 | 3          | 1     | 2             | 0                | 6      |
| Tony Mowbray     | 2009-2010 | 0          | 0     | 0             | 0                | 0      |
| Neil Lennon      | 2010-2014 | 3          | 2     | 0             | 0                | 5      |
| Ronny Deila      | 2014-2016 | 2          | 0     | 1             | 0                | 3      |
| Brendan Rodgers  | 2016-2019 | 2          | 2     | 3             | 0                | 7      |
| Neil Lennon      | 2019-2021 | 2          | 2     | 1             | 0                | 5      |
| John Kennedy     | 2021      | 0          | 0     | 0             | 0                | 0      |
| Ange Postecoglou | 2021-2023 | 2          | 1     | 2             | 0                | 5      |
| Brendan Rodgers  | 2023-     | 1          | 1     | 0             | 0                | 2      |

## Calciatori

### Presenze e reti
| Record di presenze - 790 Billy McNeill (1957-75) - 678 Paul McStay (1981-97) - 672 Roy Aitken (1976-90) - 663 Danny McGrain (1970-87) - 642 Packie Bonner (1978-97) - 641 Alec McNair (1904-25) - 604 Scott Brown (2007-2021) - 587 Bobby Lennox (1961-78; 1979-80) - 535 Bobby Evans (1944-60) - 516 Jimmy McMenemy (1902-20) | Record di reti - 469 James McGrory (1922-37) - 273 Bobby Lennox (1961-78; 1979-80) - 242 Henrik Larsson (1997-04) - 231 Stevie Chalmers (1958-71) - 217 Jimmy Quinn (1900-19) - 195 Patsy Gallacher (1911-25) - 189 John Hughes (1960-71) - 171 Sandy McMahon (1890-03) - 169 Jimmy McMenemy (1902-20) - 167 Kenny Dalglish (1969-77) |

### La migliore squadra di sempre
Nel 2002, dopo un sondaggio tra i tifosi, la seguente formazione è stata votata come la migliore squadra di sempre.
- Ronnie Simpson
- Danny McGrain
- Tommy Gemmell
- Bobby Murdoch
- Billy McNeill (capitano)
- Bertie Auld
- Jimmy Johnstone (migliore giocatore in assoluto nella storia del Celtic)
- Paul McStay
- Kenny Dalglish
- Henrik Larsson
- Bobby Lennox

#### Allenatore
- Jock Stein

## Palmarès

### Competizioni nazionali
- Campionato scozzese: 55  (record condiviso con i Rangers)

1892-1893, 1893-1894, 1895-1896, 1897-1898, 1904-1905, 1905-1906, 1906-1907, 1907-1908, 1908-1909, 1909-1910, 1913-1914, 1914-1915, 1915-1916, 1916-1917, 1918-1919, 1921-1922, 1925-1926, 1935-1936, 1937-1938, 1953-1954, 1965-1966, 1966-1967, 1967-1968, 1968-1969, 1969-1970, 1970-1971, 1971-1972, 1972-1973, 1973-1974, 1976-1977, 1978-1979, 1980-1981, 1981-1982, 1985-1986, 1987-1988, 1997-1998, 2000-2001, 2001-2002, 2003-2004, 2005-2006, 2006-2007, 2007-2008, 2011-2012, 2012-2013, 2013-2014, 2014-2015, 2015-2016, 2016-2017, 2017-2018, 2018-2019, 2019-2020, 2021-2022, 2022-2023, 2023-2024, 2024-2025
- Coppa di Scozia: 42  (record)

1891-1892, 1898-1899, 1899-1900, 1903-1904, 1906-1907, 1907-1908, 1910-1911, 1911-1912, 1913-1914, 1922-1923, 1924-1925, 1926-1927, 1930-1931, 1932-1933, 1936-1937, 1950-1951, 1953-1954, 1964-1965, 1966-1967, 1968-1969, 1970-1971, 1971-1972, 1973-1974, 1974-1975, 1976-1977, 1979-1980, 1984-1985, 1987-1988, 1988-1989, 1994-1995, 2000-2001, 2003-2004, 2004-2005, 2006-2007, 2010-2011, 2012-2013, 2016-2017, 2017-2018, 2018-2019, 2019-2020, 2022-2023,  2023-2024
- Coppa di Lega scozzese: 22

1956-1957, 1957-1958, 1965-1966, 1966-1967, 1967-1968, 1968-1969, 1969-1970, 1974-1975, 1982-1983, 1997-1998, 1999-2000, 2000-2001, 2005-2006, 2008-2009, 2014-2015, 2016-2017, 2017-2018, 2018-2019, 2019-2020, 2021-2022, 2022-2023, 2024-2025
- Navy and Army War Fund Shield: 1

1918
- Drybrough Cup: 1

1974

### Competizioni internazionali
- Coppa dei Campioni: 1  (record scozzese)

1966-1967
- British League Cup: 1[48]

1902
- Empire Exhibition Trophy: 1[48]

1938
- Coronation Cup: 1[48]

1953

### Competizioni giovanili
- Scottish Youth Cup: 15

1983-1984, 1986-1987, 1988-1989, 1995-1996, 1996-1997, 1998-1999, 2002-2003, 2004-2005, 2005-2006, 2009-2010, 2010-2011, 2011-2012, 2012-2013, 2014-2015, 2016-2017
- Blue Stars/FIFA Youth Cup: 1

1986

## Statistiche e record

### Partecipazione ai campionati
Il Celtic ha partecipato a tutte le 128 edizioni della massima serie del campionato scozzese finora disputate.
| Livello | Categoria                 | Partecipazioni | Debutto   | Ultima stagione | Totale |
| ------- | ------------------------- | -------------- | --------- | --------------- | ------ |
| 1°      | Scottish Football League  | 9              | 1890-1891 | 1920-1921       | 128    |
| 1°      | Scottish Division One     | 64             | 1893-1894 | 1974-1975       | 128    |
| 1°      | Scottish Division A       | 5              | 1946-1947 | 1950-1951       | 128    |
| 1°      | Scottish Premier Division | 23             | 1975-1976 | 1997-1998       | 128    |
| 1°      | Scottish Premier League   | 15             | 1998-1999 | 2012-2013       | 128    |
| 1°      | Scottish Premiership      | 12             | 2013-2014 | 2024-2025       | 128    |

### Statistiche di squadra

L'andamento del Celtic nel campionato scozzese dal 1890 al 2014

- La finale di Scottish Cup vinta contro l'Aberdeen nel 1937 fu assistita da una folla di circa 146 433 persone (talvolta riportate 147 365) all'Hampden Park di Glasgow: questa affluenza rimane un record per una partita di calcio di club nel panorama europeo
- Il Celtic detiene il record nel Regno Unito di imbattibilità nel calcio professionistico: ben 62 partite (49 vinte, 13 pareggiate), dal 13 novembre 1915 fino al 21 aprile 1917 - temporalmente 17 mesi e 4 giorni in totale (persero in casa con il Kilmarnock nella penultima giornata della stagione)
- Record di imbattibilità nella SPL in casa, con 77 partite utili dal 2001 al 2004
- Record in Scozia per numero di spettatori: 92 000 contro il Rangers il 1º gennaio 1938. Terminò con una vittoria di 3–0 per il Celtic
- Primo club scozzese e britannico, oltre che nord-europeo, ad avere sia raggiunto che vinto la finale della Coppa Campioni
- Unico club nella storia del calcio ad avere vinto la Coppa dei Campioni con una squadra interamente proveniente dal vivaio e con giocatori tutti nati e residenti a pochi chilometri dallo stadio
- Maggior numero di reti in una finale di Coppa domestica: Celtic - Rangers 7–1, Scottish League Cup Final 1957[49]
- Più veloce vittoria della SPL, con sei giornate d'anticipo, battendo il Kilmarnock il 18 aprile 2004 e gli Hearts il 5 aprile 2006
- Primo club con settimanale dedicato nel Regno Unito, The Celtic View
- Più ampio margine di vittoria, nell'8–1 contro il Dunfermline, febbraio 2006
- Primo stadio nel Regno Unito a ospitare una gara di motociclette il 28 aprile 1928
- Celtic ed Hibernian detengono il record per il più costoso trasferimento tra due club scozzesi, quando i bianco-verdi tesserarono Scott Brown il 16 maggio 2007 per 4,4 milioni di sterline[50][51]
- Primo club nel mondo a vincere il proprio campionato nella stagione del centenario (1987/88)
- Numero più elevato di presenze consecutive nelle finali della coppa nazionale, 14 dal 1964/65 al 1977/78
- Acquisto più costoso nella storia del club: Odsonne Édouard, riscattato per 11,4 milioni di euro dal Paris Saint-Germain, dopo una stagione in prestito, il 15 giugno 2018

### Statistiche nelle competizioni UEFA
Tabella aggiornata alla fine della stagione 2024-2025.
| Competizione                  | Partecipazioni | G   | V   | N  | P  | RF  | RS  |
| ----------------------------- | -------------- | --- | --- | -- | -- | --- | --- |
| UEFA Champions League         | 38             | 238 | 105 | 44 | 89 | 348 | 300 |
| Coppa delle Coppe             | 8              | 38  | 21  | 4  | 13 | 69  | 37  |
| Coppa UEFA/UEFA Europa League | 23             | 139 | 60  | 29 | 50 | 219 | 176 |
| Coppa delle Fiere             | 1              | 4   | 1   | 2  | 1  | 5   | 4   |
| UEFA Europa Conference League | 1              | 2   | 0   | 0  | 2  | 1   | 5   |

### Statistiche individuali

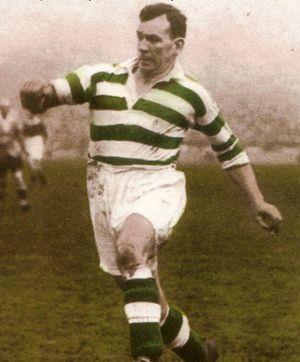
Jimmy McGrory, il miglior capocannoniere della storia del Celtic, con 522 reti

- Giocatore con più presenze internazionali: 80, Pat Bonner (Repubblica d'Irlanda)
- Giocatore scozzese con più presenze internazionali: 76, Paul McStay
- Giocatore con più presenze nel club: Billy McNeill, 789 nel periodo 1957–1975
- Miglior capocannoniere nella stagione (tutte le competizioni): Jimmy McGrory, 62 (1927/28)
- Miglior capocannoniere nella stagione (solo campionato): Jimmy McGrory, 50 (1935/36)
- Miglior capocannoniere di sempre: Jimmy McGrory, 522 (1922/23 - 1937/38)[52][53]
- Numero massimo di gol segnati in campionato (in una sola partita) da un giocatore: 8, Jimmy McGrory contro il Dunfermline in un 9–0 registrato il 14 gennaio 1928
- Più veloce tripletta in una partita europea - Mark Burchill contro il Jeunesse Esch, (Lussemburgo) nel 2000[54]
- Tempo più lungo di imbattibilità per un portiere nel campionato scozzese: Fraser Forster, 1215 minuti (stagione 2013/14)
- Rete più veloce nella storia della Champions League per il Celtic: Moussa Dembélé contro il Paris Saint-Germain a Parigi, il 22 novembre 2017, dopo 56 secondi dal fischio d'inizio

## Tifoseria

### Storia

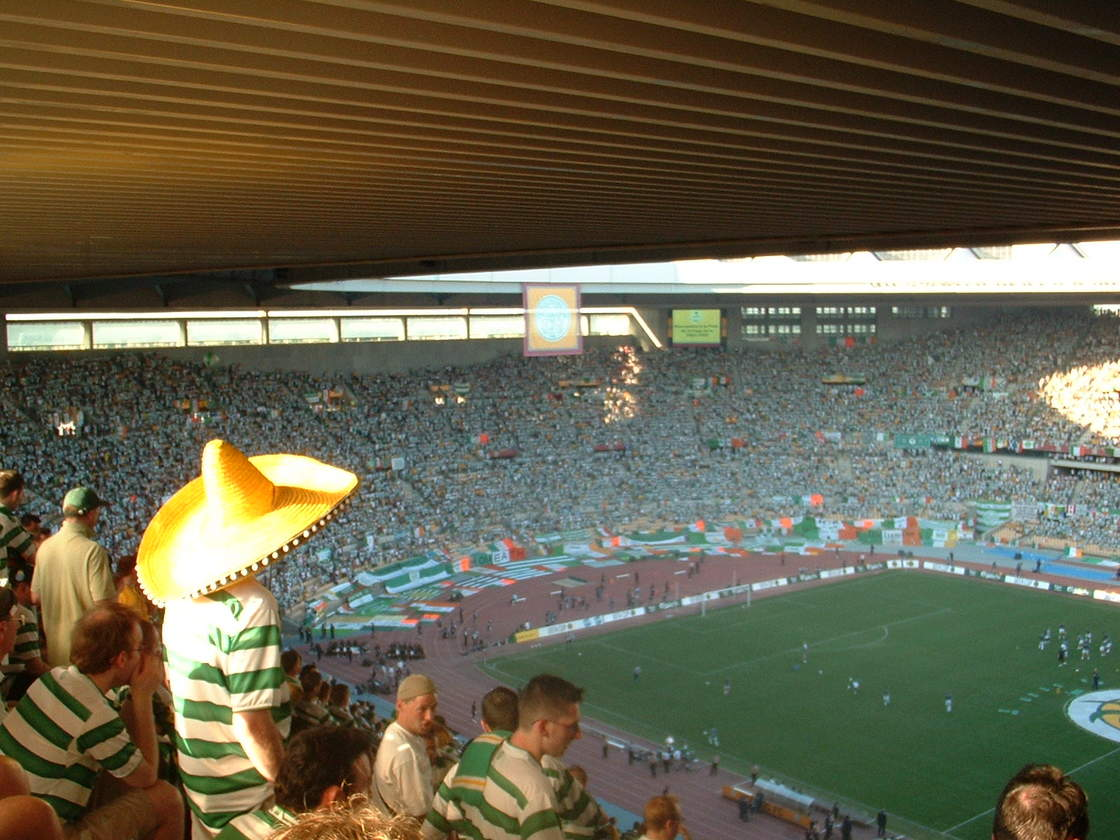
Tifosi del Celtic a Siviglia per la finale di Coppa UEFA del 2003

Il Celtic ha moltissimi sostenitori in tutto il mondo, almeno nove milioni, non solo limitati alla città di Glasgow o alla Scozia, ma in gran parte della Repubblica d'Irlanda, in Irlanda del Nord e anche negli Stati Uniti, Canada, Australia: solo in Nord America sono circa un milione, grazie alle origini irlandesi di molti cittadini canadesi e statunitensi. In Italia molte squadre di livello amatoriale adottano il nome e la divisa del Celtic, come succede per esempio a Genova o a Verona . Questo alto numero di sostenitori ha spinto il Celtic anche a lanciare una carta di credito ufficiale del club. Esistono inoltre alcuni club italiani di tifosi del Celtic (Celtic Supporters Club), come "The Italian Celts", il "Barga Celtic Supporters Club" e il "Celtic Supporter Club Lecco".
Con il soprannome Bhoys from Seville si indica la squadra che disputò la finale di Coppa UEFA nel 2003 contro il Porto. Nonostante la sconfitta ai tempi supplementari, il Celtic poté consolarsi con varie soddisfazioni relative al tifo. Approssimativamente 80.000 sostenitori bianco-verdi, infatti, si misero in viaggio per Siviglia, sede della finale, per potere assistere al match, nonostante fosse chiaramente impossibile per buona parte di loro entrare nello stadio, registrando il più vasto seguito di tifosi in un paese estero nella storia del calcio. I tifosi ricevettero anche riconoscimenti da UEFA e FIFA per il loro comportamento leale e per la loro passione durante tutto il torneo.. A questi si è aggiunto, nell'ottobre 2017, il FIFA Fan Award per la coreografia creata nel corso dell'ultima giornata del campionato 2016/17, che celebrava l'anniversario dei cinquanta anni dalla conquista della Champions League.
La tifoseria del Celtic può annoverare tra le sue file alcuni personaggi di spicco del mondo dello spettacolo. Tra tutti spiccano il cantante Rod Stewart e il cantante e attore Billy Connolly, che hanno un posto riservato a vita al Celtic Park, omaggio del presidente Fergus McCann alla riapertura dello stadio nell'agosto del 1995. L'ex leader e frontman dei Pogues Shane MacGowan, non ha mai nascosto il suo supporto e la sua grande passione per la squadra scozzese. Più volte ha infatti cantato The Celtic Song durante i concerti indossando la sciarpa con i colori della squadra Bianco verde di Glasgow. L'attrice Jennifer Love Hewitt e gli attori scozzesi Peter Mullan, Gerard Butler e James McAvoy sono tifosi della compagine biancoverde. Butler e McAvoy hanno anche indossato la Hoops in alcune partite di beneficenza. Anche i leader degli Oasis, Liam e Noel Gallagher, i Dropkick Murphys e Jim Kerr dei Simple Minds sono accaniti tifosi. Dopo la vittoria in Champions League sul Barcellona del 7 novembre 2012 anche il rapper statunitense Snoop Dogg ha manifestato la sua simpatia per il club.

### Amicizie e rivalità
(Henrik Larsson)

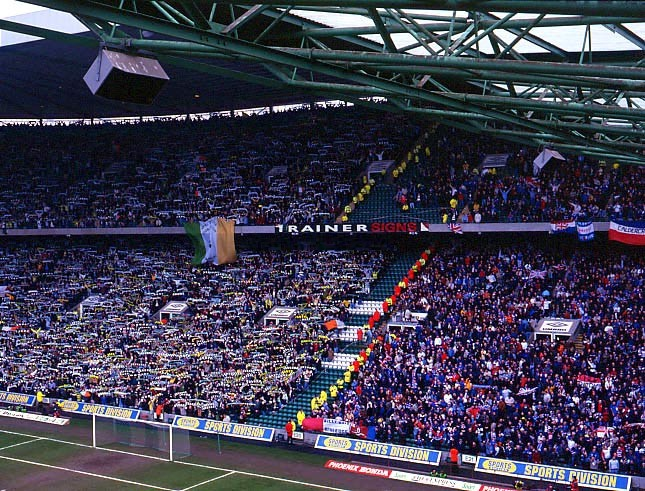
Vistoso tricolore irlandese esposto dai fan del Celtic durante una Old Firm

Il Celtic è una delle più conosciute squadre europee e la sua storica rivalità con i Rangers è nota in tutto il mondo; le origini sono di ordine religioso e, in subordine, politico, con non poche implicazioni di settarismo.
Il Celtic era infatti originariamente la squadra della minoranza cattolica di Glasgow, composta per gran parte da irlandesi emigrati in questa città nei primi anni del XX secolo. In genere la maggioranza delle frange di tifo della squadra va orgogliosa del suo legame con la storia e la cultura celtica, tendenzialmente si sente più irlandese che britannica e non di rado addirittura porta allo stadio il tricolore irlandese. Alcuni gruppi della loro tifoseria sembrerebbero vicini agli ambienti dell'Irish Republican Army e in genere del separatismo, sia irlandese sia scozzese. I Rangers invece erano originariamente la squadra della maggioranza protestante di Glasgow e di coloro che politicamente sono schierati a favore della monarchia. Ultimamente entrambi i club hanno folte schiere di tifosi neutrali o fortemente distaccati dalla questione.
Come è facile immaginare, i derby tra queste due squadre sono sempre incandescenti. Questa situazione si riflette anche in Irlanda del Nord, dove nei quartieri cattolici si trovano murales inneggianti alla squadra bianco-verde e persone o bambini che indossano le divise del club, mentre ovviamente è l'opposto in quelli protestanti. Nella Repubblica d'Irlanda la squadra è di gran lunga la più amata dalla popolazione.
In quanto a gemellaggi, quelle di gran lunga più sentite dalla tifoseria bianco-verde sono con il Napoli, il Liverpool e il St. Pauli. Esistono anche amicizie e gemellaggi con le tifoserie di Livorno, Virtus Verona, Atalanta, Ternana, Barcellona, Athletic Bilbao e Feyenoord .

## Organico

### Rosa 2025-2026
Rosa aggiornata al 20 agosto 2025.
| N. |                          | Ruolo | Calciatore             |
| -- | ------------------------ | ----- | ---------------------- |
| 1  | Danimarca (bandiera)     | P     | Kasper Schmeichel      |
| 2  | Canada (bandiera)        | D     | Alistair Johnston      |
| 4  | Inghilterra (bandiera)   | D     | Jahmai Simpson-Pusey   |
| 5  | Irlanda (bandiera)       | D     | Liam Scales            |
| 6  | Stati Uniti (bandiera)   | D     | Auston Trusty          |
| 7  | Portogallo (bandiera)    | A     | Jota                   |
| 8  | Svezia (bandiera)        | A     | Benjamin Nygren        |
| 9  | Irlanda (bandiera)       | A     | Adam Idah              |
| 12 | Finlandia (bandiera)     | P     | Viljami Sinisalo       |
| 13 | Corea del Sud (bandiera) | A     | Yang Hyun-jun          |
| 14 | Scozia (bandiera)        | A     | Luke McCowan           |
| 18 | Giappone (bandiera)      | A     | Shin Yamada            |
| 19 | Galles (bandiera)        | A     | Callum Osmand          |
| 20 | Stati Uniti (bandiera)   | D     | Cameron Carter-Vickers |

| N. |                       | Ruolo | Calciatore                 |
| -- | --------------------- | ----- | -------------------------- |
| 23 | Australia (bandiera)  | A     | Marco Tilio                |
| 24 | Irlanda (bandiera)    | A     | Johnny Kenny               |
| 25 | Giappone (bandiera)   | D     | Hayato Inamura             |
| 27 | Belgio (bandiera)     | C     | Arne Engels                |
| 28 | Portogallo (bandiera) | C     | Paulo Bernardo             |
| 31 | Scozia (bandiera)     | P     | Ross Doohan                |
| 38 | Giappone (bandiera)   | A     | Daizen Maeda               |
| 41 | Giappone (bandiera)   | C     | Reo Hatate                 |
| 42 | Scozia (bandiera)     | C     | Callum McGregor (capitano) |
| 47 | Scozia (bandiera)     | D     | Dane Murray                |
| 49 | Scozia (bandiera)     | A     | James Forrest              |
| 56 | Scozia (bandiera)     | D     | Anthony Ralston            |
| 57 | Scozia (bandiera)     | D     | Stephen Welsh              |
| 63 | Scozia (bandiera)     | D     | Kieran Tierney             |

### Staff tecnico
Aggiornato al 4 settembre 2023
Area tecnica
- Brendan Rodgers – Allenatore
- John Kennedy – Vice allenatore
- Gavin Strachan – Vice allenatore
- Adam Sadler – Vice allenatore
- Stevie Woods – Preparatore dei portieri
- Stevie Hammell – All. squadra giovanile